# Rhamphicarpa
Rhamphicarpa is een geslacht uit de bremraapfamilie (Orobanchaceae). De soorten uit het geslacht komen voor in Afrika, op Madagaskar, op Anatolië, op het Indisch subcontinent, op Nieuw-Guinea en in Australië.

## Soorten
- Rhamphicarpa australiensis Steenis
- Rhamphicarpa brevipedicellata O.J.Hansen
- Rhamphicarpa capillacea A.Raynal
- Rhamphicarpa elongata (Hochst.) O.J.Hansen
- Rhamphicarpa fistulosa (Hochst.) Benth.
- Rhamphicarpa medwedewii Albov